# Fityeház
Fityeház è un comune dell'Ungheria di 580 abitanti (dati 2024). È situato nella contea di Zala.